# سیل مرداد ۱۴۰۰ افغانستان
سیل مرداد ۱۴۰۰ افغانستان در پی بارش شدید باران و جاری شدن سیلاب در ۶ مرداد ۱۴۰۰ رخ داد که بیش از ۱۰۰ کشته و خسارات فراوانی به مزارع وارده کرده‌است. منابع محلی در ولایت نورستانِ افغانستان اعلام کردند جاری شدن سیل که از ساعت ۲۳ روز چهارشنبه آغاز شده تا کنون بیش از ۱۰۰ کشته و زخمی بر جای گذاشته و ده‌ها منزل مسکونی و صدها هکتار از زمین‌های زراعتی این ولایت را تخریب کرده‌است. برآوردهای اولیه مقام‌های محلی ولایت نورستان نشان می‌دهد که افزون بر ۳۰۰ منزل مسکونی خسارت دیده و حداقل ۸۰ واحد مسکونی تخریب شده که در نتیجه آن صدها نفر بی‌سرپناه شده‌اند. همچنین حدود ۱۵۰ تن بر اثر این سیلاب ناپدید شده‌اند.

## موقعیت جغرافیایی منطقه
سیل در غرب و مرکز افغانستان رخ داده‌است.

## خسارت
در نتیجه جاری شدن سیل شب گذشته در ولسوالی کامدیش ولایت نورستان در شرق این کشور ده‌ها نفر جان باخته‌اند و بیش از ۶۰ خانه را نیز از بین برده‌است و صدها جریب زمین زراعتی اهالی محل نیز از بین رفته‌است. حافظ عبدالقیوم، والی نورستان تأیید کرد که سیل جان شصت نفر را گرفته‌است. سعیدالله، رئیس شورای ولایتی نورستان نیز گفته در آن منطقه هشتاد خانه وجود داشته که همه را سیل برده‌است. مقامات محلی هرات در غرب افغانستان اعلام کردند که به دنبال وقوع سیلاب ناشی از بارش شدید باران در این ولایت ۱۴ جان باختند. وزارت دولت افغانستان درامور رسیدگی به حوادث طبیعی اعلام کرد که جاری شدن سیل در استان شرقی نورستان ۱۰۰ کشته و ده‌ها ناپدید برجای گذاشته‌است. اجساد شماری از قربانیان این حادثه از رودخانه کنر در شهرستانهای «ناری»، «اسمار» و «سرکانو» در استان کنر پیدا شد.
بعلاوه ۹۱۰ نفر به دلیل تخریب خانه‌هایشان اکنون در فضای باز و هوای سرد زندگی می‌کنند و همچنین۶۵۰ هکتار باغ، ده‌ها کیلومتر کانال آبیاری و ده‌ها پل و راه ارتباطی نیز ویران شده‌اند.

## امداد و کمک‌رسانی
منطقه‌ای که در نتیجه سیل در ولسوالی کامدیش آسیب دیده، تحت کنترل طالبان بوده‌است و نیروهای امداد تلاش دارند از طریق نهادهای کمک‌رسان بی‌طرف به آسیب دیدگان رسیدگی کنند.